# Mamb Kelle
Mamb Kelle est un village du Cameroun, situé dans la région du Centre et le département du Nyong-et-Kéllé. Il est rattaché à la commune d'Éséka. 

## Géographie
La localité est arrosée par la Kéllé, la rivière à laquelle elle doit son nom.

## Population et développement
Lors du recensement de 2005, on y a dénombré 83 personnes.
Un forage équipé d'une pompe à motricité humaine y a été construit en 2014. 